# Synthlipsis (insect)
Synthlipsis is een geslacht van halfvleugeligen uit de familie van de Miridae (Blindwantsen). Het geslacht werd voor het eerst wetenschappelijk beschreven door George Willis Kirkaldy in 1908.

## Soorten
Het genus bevat de volgende soorten:

- Synthlipsis annulipes (Carvalho, 1953)
- Synthlipsis chambersi Kirkaldy, 1908
- Synthlipsis ternatensis (Distant, 1904)